# Loheland

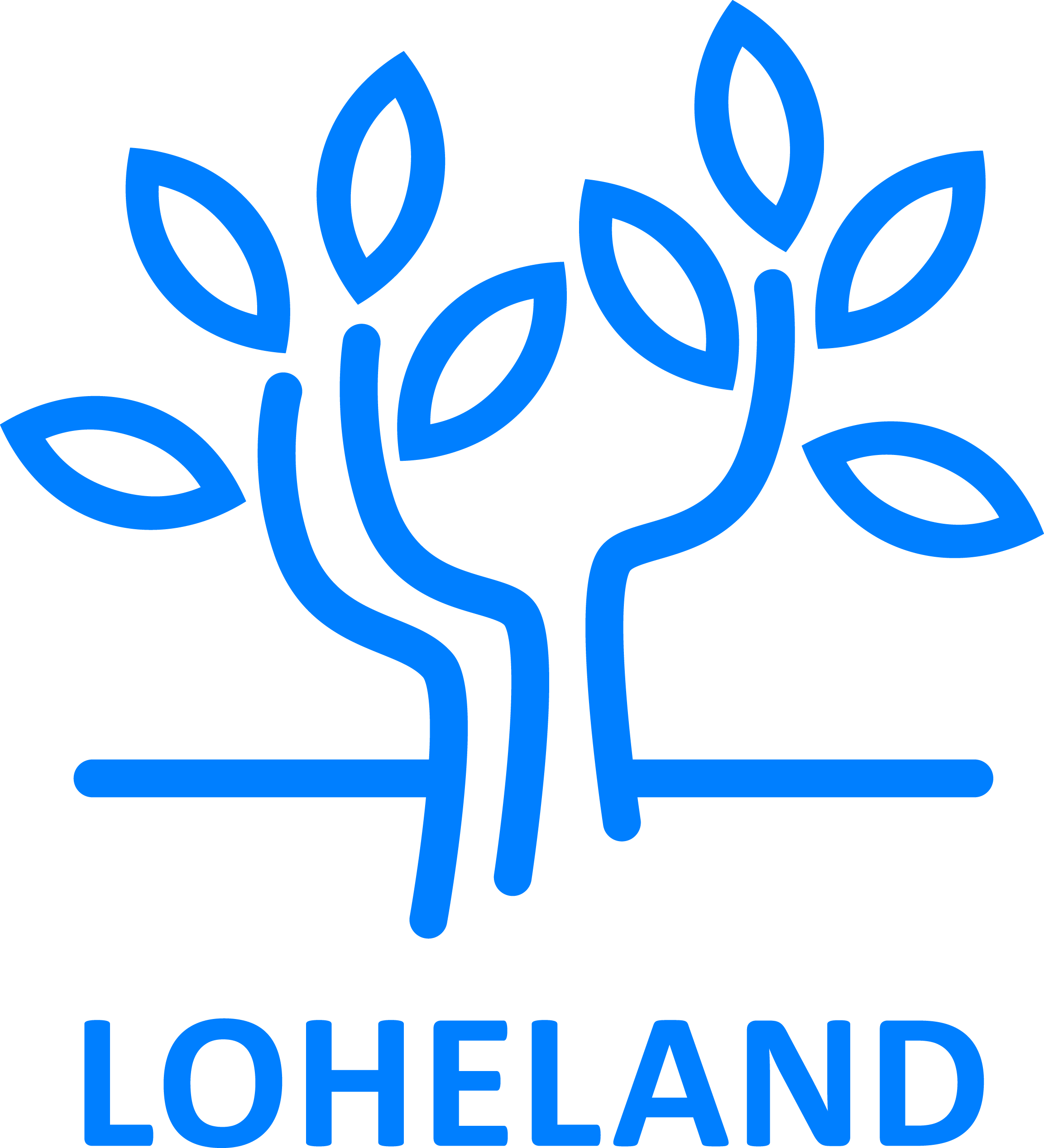
Loheland-stiftelsens logotyp.

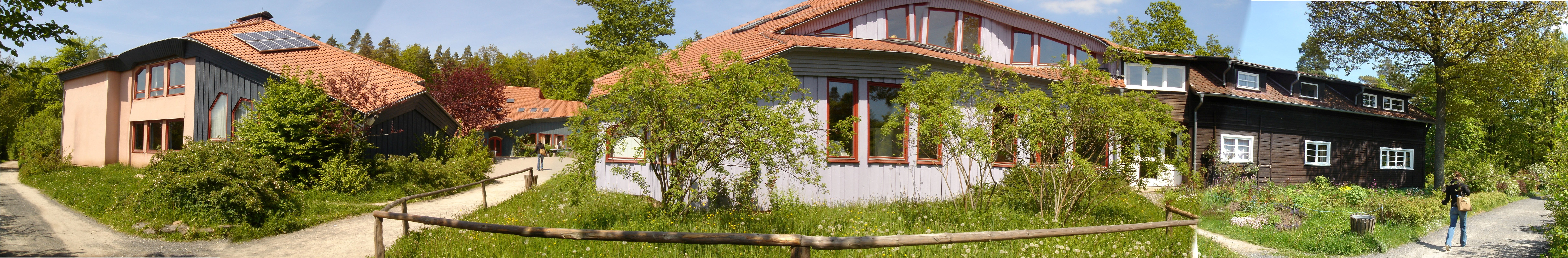
Waldorfskolan i Loheland.

Loheland är en del av Dirlos-distriktet i kommunen Künzell nära Fulda i Hessen och har cirka 70 invånare. Platsen är känd för det centrum Hedwig von Rohden och Louise Langgaard år 1919 grundade på platsen, inledningsvis främst för att undervisa om den Loheland-gymnastik som de utvecklat och för att den skulle integreras med verksamheter inom bland annat slöjd och hantverk. Idag driver den antroposofiska rörelsen olika utbildningsinstitutioner och företag som förvaltas av Lohelandstiftelsen.

## Historia
Initiativet till att grunda verksamheterna på platsen kom från grundarna av "Seminariet för klassisk gymnastik", Hedwig von Rohden (1890–1987) och Louise Langgaard (1883–1974). Efter att ha drivit verksamheten på flera olika platser sedan 1912 ville de hitta en fast plats för utbildning enligt deras idéer och ideal. Det blev: "Lohelandschule für Gymnastik, Landbau und Handwerk” (Loheland-skolan för gymnastik, jordbruk och hantverk). För detta förvärvades 1919 en stor fastighet vid foten av bergskedjan Rhön. 
Men utgångspunkt från "Liv är rörelse - rörelse levande form", skapade kvinnorna en plats där lärande, arbete och liv ska gå hand i hand. Man integrerade gymnastik, trädgårdsskötsel och jordbruk, hantverk och konst i sitt koncept. I början av 1960-talet bodde omkring 400 kvinnor, män och barn i Loheland-samhället.
Idag kännetecknas Loheland av byggnader i olika storlekar och utseende, skuggade stigar och mycket "grönt". I det stora bosättningsområdet finns en Waldorf-förskola, en Waldorf-skola, Demeter- jordbruk, en yrkesskola för socialt arbete, ett arkiv för verksamheterna, ett snickeri, ett hotell med trädgårdscafé, en butik, bostadshus och en utbildning i Lohelandgymnastik och av gymnastiklärare. 

## Bilder

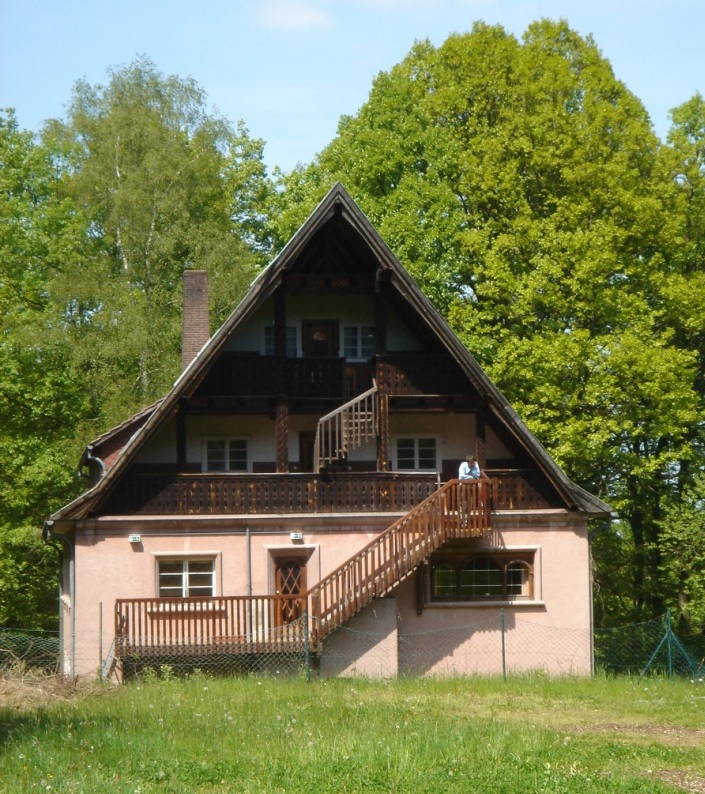
Giebelhaus (Loheland-Akademin)
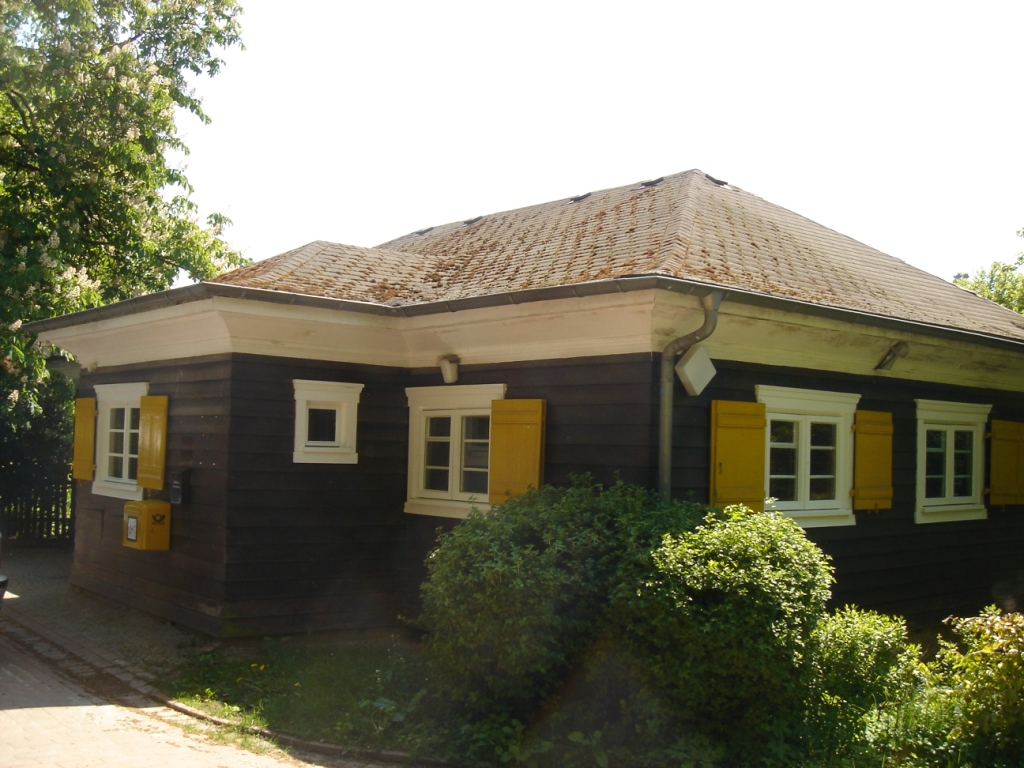
Gamla Posten
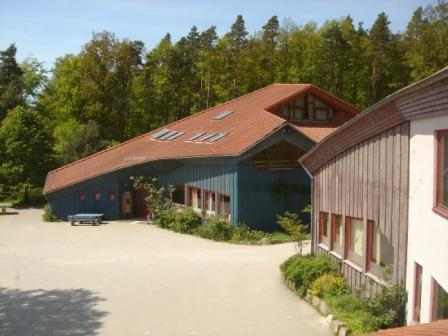
Waldorfskolan
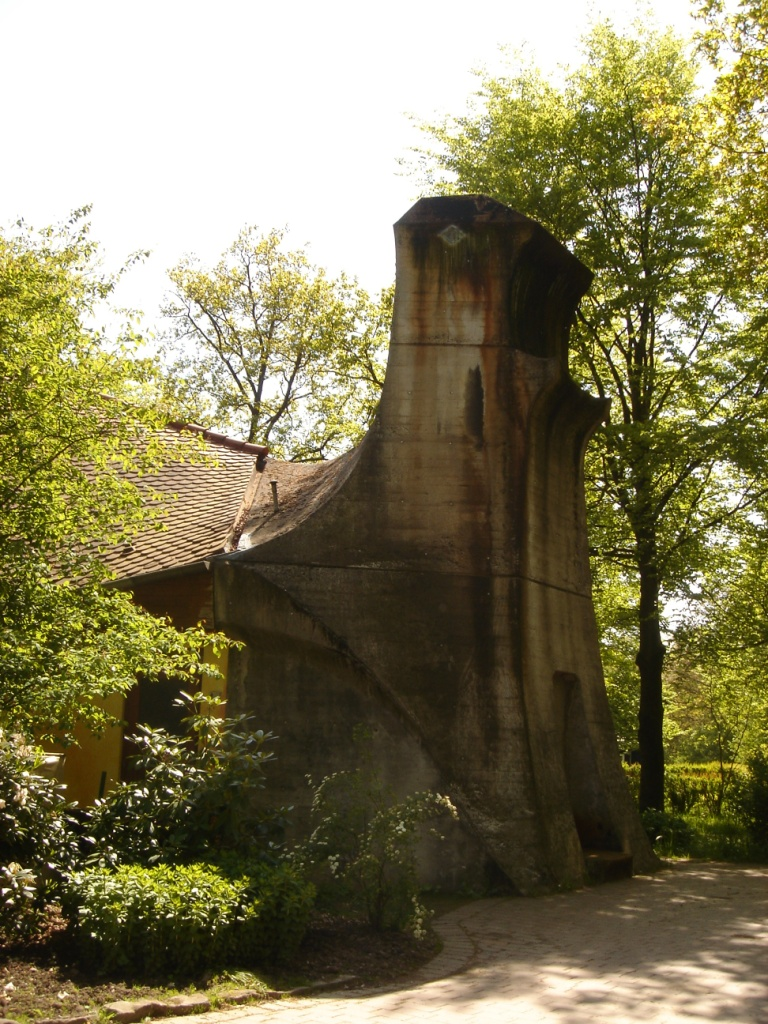
Gamla bageriet /Centralvärme